# 城アラキ
城 アラキ（じょう アラキ）は、日本の漫画原作者。他に荒仁、観月壌、伊藤昭というペンネームを持つ。立教大学在学中からライター活動を始め、コピーライターを経て漫画原作者に転身した。
担当した作品はほぼ何らかの職業をテーマにしたもので、特に飲食業（酒）が多い。

## 主な作品

### 城アラキ名義での原作作品
『MANGAオールマン』での原作
- ソムリエ（作画：甲斐谷忍、監修：堀賢一、1996年 - 1999年、全9巻、文庫版全5巻）
- 新ソムリエ 瞬のワイン（作画：志水三喜郎、監修：堀賢一、1999年 - 2002年、全8巻、文庫版全6巻）

『スーパージャンプ』での原作
- 大空港（作画：野口賢、1999年 - 2001年、全7巻）
- バーテンダー（作画：長友健篩、2004年 - 2011年、全21巻）※『グランドジャンプ』にも3話掲載

『ビジネスジャンプ』での原作
- ソムリエール（作画：松井勝法、監修：堀賢一、2006年 - 2012年、全21巻）※休刊後はグランドジャンプWebに掲載

『グランドジャンプ』での原作
- バーテンダー à Paris（作画：加治佐修、2012年 - 2013年、全6巻）
- 遺言弁護士・真崎事務所 ホタル（作画：ワカサ・ショウ、2012年 - 2014年、全3巻）
- バーテンダー à Tokyo（作画：加治佐修、2013年 - 2015年、全8巻）※『グランドジャンプPREMIUM』に移籍
- ギャルソン（作画：ホリエリュウ、2015年 - 2017年）
- シャンパーニュ（作画：長友健篩、2018年 - 2019年）

『グランドジャンプWeb』での原作
- カクテル（作画：花門初海、2015年 - 2016年、全3巻）

『グランドジャンプPREMIUM』での原作
- Oui Chef!（作画：こばやしひよこ、2012年 - 年内より長期休載中）※『スーパージャンプ』特別編集増刊2011年2月25日号『まんぷくジャンプ』の巻頭カラー読切を経て
- バーテンダー à Tokyo（作画：加治佐修、2016年 - 2016年、全8巻）※『グランドジャンプ』より移籍
- バーテンダー6stp（作画：加治佐修、2016年 - 2018年、全4巻）
- HOTELIER-ホテリエ- （作画：川口幸範、2018年 -2018年）

『グランドジャンプむちゃ』での原作
- バーテンダー6stp（作画：加治佐修、2018年 - 2019年、全4巻）※『グランドジャンプPREMIUM』刊行停止に伴い移籍
- HOTELIER-ホテリエ- （作画：川口幸範、2018年 - ）※『グランドジャンプPREMIUM』刊行停止に伴い移籍

その他
- The Cigar Story 葉巻をめぐる偉人伝（作画：成田一徹、2002年、全1巻、集英社） - 葉巻きたばこと歴史上の偉人を題材にしたショートコミック。
- FAKE 京都・髑髏町・質屋控（作画：いわや晃、2021年、全6巻、LINEマンガ） - 電子書籍のみ
- マッスルガール（作画：紺藤けい、2022年、既刊2巻、LINEマンガ） - 電子書籍のみ

### 伊藤アキラ名義の原作作品
- 少年と犬 -犬と人、6つの愛物語（作画：高橋よしひろ、1994年、ジャンプコミックスデラックス）
  - 電子書籍版:銀牙の犬たち [少年と犬] リミックス（城アラキ名義）

- FANG（作画：高橋よしひろ、1998年、全2巻、ジャンプコミックスデラックス）- 電子書籍版：城アラキ名義

### 荒仁名義の原作作品
『漫画ゴラクネクスター』での原作
- 料して候（作画：神田たけ志、全2巻）
- シラビソの花（作画：神田たけ志、全8話、全1巻（『真説 御用牙』収録））

『スーパージャンプ』での原作
- 炎の料理人 周富徳（作画：今泉伸二、総合企画・原案：KISHO、1995年3号 - 1998年1号）

『週刊ヤングジャンプ』での原作
- にらぎ鬼王丸（作画：坂本眞一、2004年3号 - 2004年45号 → 『漫革』へ移籍後44号・45号・48号に掲載）

### その他の著作
- バーテンダーの流儀（集英社〈集英社新書〉、2020年4月）
- 負けない筋トレ 還暦から筋トレにハマったら、「肉体」と「人生」が激変した!（ブックマン社、2020年）